# Ambient 4: On Land
Albums de Brian Eno
My Life in the Bush of Ghosts
(1981) Apollo: Atmospheres and Soundtracks
(1983)
Ambient 4: On Land est un album de Brian Eno sorti en 1982.
Il s'agit du quatrième et dernier opus de sa série ambient, après Music for Airports, The Plateaux of Mirror (avec Harold Budd) et Day of Radiance (pour lequel Eno ne s'est occupé que de la production, et interprété par Laraaji). On Land est probablement le plus sombre des quatre, et on le rattache généralement au genre dark ambient, duquel il est un des précurseurs.

## Titres
Tous les titres sont de Brian Eno, sauf mention contraire.
Toutes les chansons sont écrites et composées par Brian Eno, sauf mention du contraire.
| 1. | Lizard Point | Eno, Beinhorn, Gros, Laswell | 4:34 |
| 2. | The Lost Day |                              | 9:13 |
| 3. | Tal Coat     |                              | 5:30 |
| 4. | Shadow       |                              | 3:00 |

| 5. | Lantern Marsh                 |  | 5:33 |
| 6. | Unfamiliar Wind (Leeks Hills) |  | 5:23 |
| 7. | A Clearing                    |  | 4:09 |
| 8. | Dunwich Beach, Autumn, 1960   |  | 7:13 |

## Personnel
- Brian Eno : divers
- Michael Beinhorn : synthétiseur (1)
- Axel Gros : guitare (1)
- Bill Laswell : basse (1)
- Jon Hassell : trompette (4)
- Michael Brook : guitare (8)
- Daniel Lanois : égalisation (8)
- Ingénieurs du son : Andy Lydon, Barry Sage, Cheryl Smith, Daniel Lanois, John Potoker, Julie Last, Martin Bisi, Neal Teeman